# Cubillas de Rueda
Cubillas de Rueda es un municipio y lugar español de la provincia de León, en la comunidad autónoma de Castilla y León. Se encuentra en la Carretera Nacional N-625, a orillas del río Esla.

## Demografía
Cuenta con una población de 385 habitantes (INE 2024).
| Gráfica de evolución demográfica de Cubillas de Rueda entre 1842 y 2021                                               |
| |
| Población de derecho según los censos de población del INE. Población de hecho según los censos de población del INE. |

### Población por núcleos
Desglose de población según el Padrón Continuo por Unidad Poblacional del INE.
| Núcleos               | Habitantes (2013) | Varones | Mujeres |
| --------------------- | ----------------- | ------- | ------- |
| Cubillas de Rueda     | 83                | 42      | 41      |
| Herreros de Rueda     | 19                | 10      | 9       |
| Llamas de Rueda       | 15                | 9       | 6       |
| Palacios de Rueda     | 22                | 10      | 12      |
| Quintanilla de Rueda  | 49                | 30      | 19      |
| Sahechores de Rueda   | 132               | 68      | 64      |
| San Cipriano de Rueda | 46                | 19      | 27      |
| Vega de Monasterio    | 41                | 20      | 21      |
| Villapadierna         | 90                | 46      | 44      |